# 圣卢西亚总督

總督旗

圣卢西亚总督乃該國由英國殖民時期，以及1979年獨立後至今之政府代表，是該國君主之全權代表。由於聖露西亞是君主立憲國家，此職無實權，僅禮儀上代君主委任包括總理在內的主要官員。任期無限制，但君主通常按憲政慣例，根據總理提議決定人選及任期，至於獨立前人選、任期則由英國政府向君主建議。
以下為歷代總督之列表：

## 圣卢西亚总督, 1979年前(不完整)
- 安东尼·圣莱杰准将 (1781 - 1783)
- Jean Zénon André de Véron de Laborie  1784 - 1789
- Jean Joseph de Gimat  1789 - 1793
- Nicolas Xavier de Ricard 1793 - 1794
- Sir Charles Gordon  (b. 1756 - d. 1835) 1794 - 1795
- James Stewart  1795 - Jun 1795
- John Moore (b. 1761 - d. 1809) May 1796 - 1797
- James Durmmond  1797 - 1798
- 乔治·普雷沃斯特 - lieutenant-governor (1798年5月 - 1802年9月27日) (军事总督到1801年5月16日)
- 爱德华·斯特林(Edward Stehelin) (1815-1816)
- 罗伯特·道格拉斯 (1816)
- 理查德·奥古斯都·塞莫尔(Richard Augustus Seymour) (1816-1817)
- 约翰·蒙塔古·曼恩瓦宁(John Montagu Mainwaring) (1821-1824)
- 纳撒尼尔·谢泼德·布莱克韦尔(Nathaniel Shepherd Blackwell) (1824-1826)
- 约翰·蒙塔古·曼恩瓦宁 (1826-1827)
- 威廉·哈利法克斯(William Halifax) - lieutenant governor (during the late 1820s)
- 乔治·格雷顿(George Graydon)
- 安德鲁·克拉克(Andrew Clarke) - lieutenant governor 1843-1844
- 阿瑟·韦尔斯利·托伦斯(Arthur Wellesley Torrens)
- Sir 查尔斯·亨利·达林(Charles Henry Darling) (1847-1851)
- 德輔爵士(William Des Vœux), 管理员 1869–1878
- 罗杰·戈兹沃西(Sir Roger Tuckfield Goldsworthy), 管理员 1881-1884
- 吉迪恩·奥利芬特-默里 (埃利班克子爵)(Gideon Oliphant-Murray, 2nd Viscount Elibank) 管理员 1915-1917
- 朱利安·阿斯奎思 (牛津和阿斯奎思伯爵)(Julian Asquith, 2nd Earl of Oxford and Asquith), 1958-1962
- Gerald Jackson Bryan  Apr 1962 - 1967
- Sir Frederick Joseph Clarke 1967 - Sep 1971
- Sir 伊拉·马库斯·西蒙斯(Ira Marcus Simmons), Governor Sep 1971 -  5 Oct 1974(1974死于任上)
- Sir Allen Montgomery Lewis  1974 - 22 Feb 1979

## 圣卢西亚总督（1979年至今）
1. 艾伦·蒙哥马利·刘易斯爵士（1979年2月22日－1980年6月19日）

2. 博斯维尔·威廉斯（1980年6月19日－1982年12月13日）
(1) 艾伦·蒙哥马利·刘易斯爵士（1982年12月13日－1987年4月30日）
- 文森特·弗洛伊萨克（署理）（1987年4月30日－1988年10月10日）

3. 斯坦尼斯劳斯·詹姆斯爵士（1988年10月10日－1996年6月1日）

4. 乔治·马利特爵士（1996年6月1日－1997年9月17日）

5. 皮尔莱特·路易斯女爵士（1997年9月17日－2017年12月31日）

- - 空缺（2017年12月31日－2018年1月12日）

6. 内维尔·塞纳克爵士（2018年1月12日－2021年10月31日）
- - 空缺（2021年11月1日－11日）

7. 艾路·查爾斯爵士（2021年11月11日—2024年10月31日期間署理、正式任期為2024年11月1日至今）